# Arrondissement de Bastogne
Arrondissement de Bastogne (franska: Bastogne) är ett arrondissement i Belgien.   Det ligger i provinsen Luxemburg och regionen Vallonien, i den sydöstra delen av landet, 130 kilometer sydost om huvudstaden Bryssel. Antalet invånare är 45 705. Arean är 1 043 kvadratkilometer. Arrondissement de Bastogne gränsar till Arrondissement d'Arlon, Arrondissement de Neufchâteau, Arrondissement de Marche-en-Famenne, Arrondissement of Verviers, Clervaux, Canton de Wiltz och Canton de Redange. 
Terrängen i Arrondissement de Bastogne är kuperad norrut, men söderut är den platt.
Arrondissement de Bastogne delas in i:
- Bastogne
- Bastogne
- Fauvillers
- Gouvy
- Houffalize
- Sainte-Ode
- Vaux-sur-Sûre
- Vielsalm

Omgivningarna runt Arrondissement de Bastogne är en mosaik av jordbruksmark och naturlig växtlighet. Runt Arrondissement de Bastogne är det ganska tätbefolkat, med 80 invånare per kvadratkilometer.